# Grande-Lande
La Grande-Lande (nommée aussi Haute-Lande) est la partie centrale des Landes de Gascogne.

## Situation géographique
Elle correspond, avec le pays de Buch, au bassin versant de l'Eyre (ou la Leyre), fleuve côtier qui les traverse et dont l'embouchure se trouve dans le bassin d'Arcachon. Il s'agit aussi, pour l'essentiel, des limites du parc naturel régional des Landes de Gascogne.
On distingue dans la Grande-Lande :
- l'Albret au centre (région de Labrit) ;
- le Brassenx, région de Morcenx dont la capitale fut Arjuzanx.

La Grande-Lande est (limitrophe et) entourée par :
- le pays de Buch, au nord-ouest
- la Haute-Lande-Girondine au nord-est
- le pays de Born, à l’ouest
- les Petites-Landes au sud-est
- Aguais (ou Landes de Dax) et Marensin au sud-ouest

## Culture provinciale
Simon, dit Félix Arnaudin (1844-1921), natif de la Grande-Lande (ou Haute-Lande), en devient à la fois historien, ethnographe et lexicographe. 
Il a laissé une oeuvre très importante.